# Amore & Vita-McDonald’s/Saison 2007
Aufstellung der Mannschaft und der Siege des Radsportteams Amore & Vita-McDonald's in der Saison 2007.

## Siege
| Datum     | Rennen                                  | Kat. | Fahrer           |
| --------- | --------------------------------------- | ---- | ---------------- |
| 8. April  | 3. Etappe Settimana Ciclistica Lombarda | 2.2  | Ivan Quaranta    |
| 22. April | Giro d’Oro                              | 1.2  | Dainius Kairelis |

## Zugänge – Abgänge
| Zugänge                   | Team 2006                      | Abgänge                           | Team 2007           |
| ------------------------- | ------------------------------ | --------------------------------- | ------------------- |
| Alexei Bauer              | Omnibike Dynamo Moscow         | Mattia Gavazzi                    | Kio Ene-Tonazzi-DMT |
| Iwan Kowaljow             | Omnibike Dynamo Moscow         | Ivan Fanelli                      | Cinelli-Endeka-OPD  |
| Ivan Quaranta             | CB Immobiliare-Universal Caffè | Szymon Boehn                      | Miche               |
| Sławomir Kohut            | Miche                          | Timothy Jones                     | Karriereende        |
| Seweryn Kohut             | Miche                          | Daniele Di Batte                  | Unbekannt           |
| Ruslan Ivanov             | Domina Vacanze (2005)          | Omar Di Felice                    | Unbekannt           |
| Slawomyr Bury             | Neoprofi                       | Simone Guidi                      | Unbekannt           |
| Łukasz Goralewski         | Neoprofi                       | Kimmo Kananen                     | Unbekannt           |
| Romas Sinicinas           | Neoprofi                       | Artur Krzeszowiec                 | Unbekannt           |
| Michael Stevenson         | Neoprofi                       | Jakub Lorek                       | Unbekannt           |
| Marius Stoica             | Neoprofi                       | Michał Pomietlo                   | Unbekannt           |
| Timothy Jones (ab 01.08.) | Amore & Vita-McDonalds (2006)  | Kacper Sowinski                   | Unbekannt           |
|                           |                                | Drasutis Stundzia                 | Unbekannt           |
|                           |                                | José Manuel Carballo (bis 31.07.) | Unbekannt           |

## Mannschaft
| Name                 | Geburtstag         | Nationalität |
| -------------------- | ------------------ | ------------ |
| Alexei Bauer         | 25. Mai 1986       | Russland     |
| Slawomyr Bury        | 15. Juli 1985      | Polen        |
| Graziano Gasparre    | 27. Juni 1978      | Italien      |
| Łukasz Goralewski    | 15. April 1983     | Polen        |
| Ruslan Ivanov        | 18. Dezember 1973  | Moldau       |
| Timothy Jones        | 1. August 1975     | Simbabwe     |
| Dainius Kairelis     | 25. September 1979 | Litauen      |
| Seweryn Kohut        | 22. April 1976     | Polen        |
| Sławomir Kohut       | 18. September 1977 | Polen        |
| Iwan Kowaljow        | 26. Juli 1986      | Russland     |
| Artur Król           | 27. Juni 1983      | Polen        |
| Ivan Quaranta        | 14. Dezember 1974  | Italien      |
| Romas Sinicinas      | 25. November 1984  | Litauen      |
| Christofer Stevenson | 25. April 1982     | Schweden     |
| Michael Stevenson    | 10. Juli 1984      | Schweden     |
| Marius Stoica        | 3. April 1986      | Rumänien     |
| Stagiaires           | Stagiaires         | Nationalität |
| Shaun Davel          | Shaun Davel        | Südafrika    |
| Ervin Haxhi          | Ervin Haxhi        | Albanien     |